# Pilizetes tuberculatus
Pilizetes tuberculatus är en kvalsterart som beskrevs av Sandór Mahunka 1994. Pilizetes tuberculatus ingår i släktet Pilizetes och familjen Galumnidae. Inga underarter finns listade i Catalogue of Life.